# 東京ストラディヴァリウス フェスティバル 2018

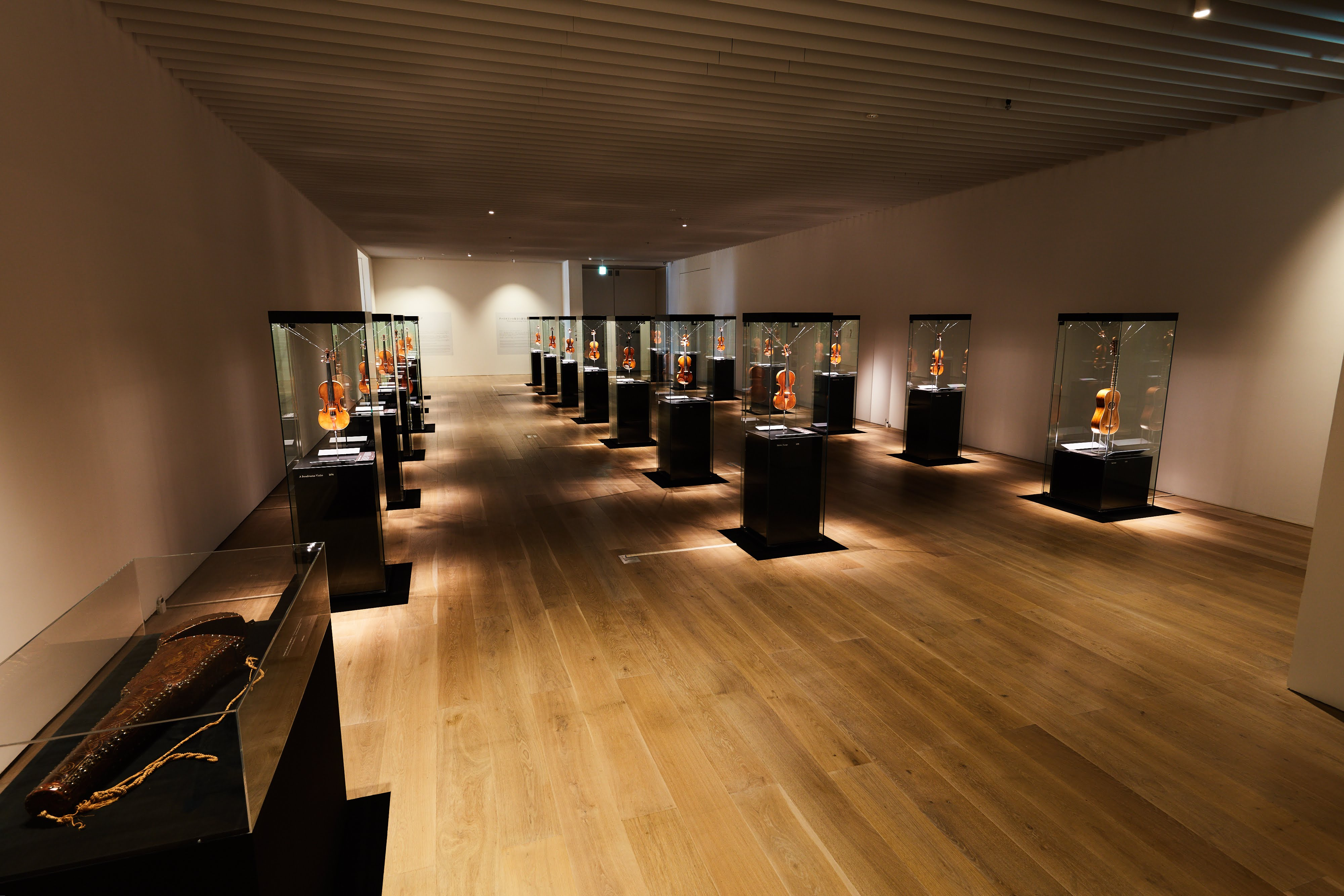
東京ストラディヴァリウスフェスティバル2018の様子

東京ストラディヴァリウス フェスティバル 2018（英:TOKYO STRADIVARIUS FESTIVAL 2018, 略:TSF2018）は、世界最高峰のヴァイオリン「ストラディヴァリウス」の弦楽器をかつてない規模で集め、演奏や展覧会でなどで楽しことを目的とした体験型フェスティバルで、2018年の7月から10月にかけて実施された。主催は東京ストラディヴァリウス フェスティバル 2018 実行委員会、実行委員長は中澤創太。監修は日本ヴァイオリンが行なった。

## 概要
ヴァイオリンの最高峰と言われる「ストラディヴァリウス」に焦点を当てた、世界初の体験型クラシックフェスティバル「東京ストラディヴァリウスフェスティバル 2018 -“f”enomenon-」が2018年5月から10月にかけて開催された。東京ストラディヴァリウスフェスティバル 2018は、コンサートやトークライブなどのイベント、展覧会を通じて300年以上もヴァイオリンの最高峰として在り続けるストラディヴァリウスの魅力を体感できることを目的としたフェスティバル。21挺のストラディヴァリウスがアジアに初めて集結した。
2018年5月に行われた、11挺のストラディヴァリウスによるベルリンフィルハーモニーのコンサートを皮切りに、7月には本イベントのメインコンサート「ストラディヴァリウス ソロイスツ コンサート」が開催された。世界でも注目を集めるヴァイオリン奏者の三浦文彰と、チェロ奏者の宮田大をソリストに迎え、東京芸術大学と英国王立音楽院の混成オーケストラとともに演奏された。
8月から9月にかけては、大ホールのコンサートよりもカジュアルなサテライトイベントを開催。演奏は勿論のこと、トークライブなどより身近なシチュエーションでストラディヴァリウスの音色を楽しめるものとなっている。
また、10月に行われた展覧会では、様々な視点からストラディヴァリウスの魅力を解明していく。ストラディバリウス21挺が展示されるという大規模展覧会で、アジアでは前例がない。ギターやビオラを含むストラディバリウス21挺と、ヴァイオリンの始祖と呼ばれるアンドレア・アマティや、ヴァイオリン製作で知られるイタリア・クレモナで工房を開く作家3人のヴァイオリンも展示された。展示された21挺の中には、マリー・アントワネットもその音色を聴いたとされる「サン・ロレンツォ」や、ヴァイオリニストの高嶋ちさ子、実業家の前澤友作の所有するものもあった。

## 主な催し
- 2018年7月1日 : 「ストラディヴァリウス ソロイスツコンサート」 東京・赤坂のサントリーホールにて、ヴァイオリンの三浦文彰、チェロの宮田大、東京芸術大と英国王立音楽院の合同オーケストラが出演し、計6丁のストラディバリウスが演奏される。
- 2018年10月1日 : 「マキシム・ベンゲーロフ ストラディバリウス リサイタル2018」 東京・赤坂のサントリーホールにて、ヴァイオリンのマキシム・ヴェンゲーロフが2丁のストラディバリウスを演奏した。
- 2018年10月9日〜15日 : 「ストラディヴァリウス300年目のキセキ展」東京・六本木の森アーツセンターギャラリーにて、21丁のストラディバリウスが出品されるほか、ライブ＆トークイベントなどが催された。